# جامعة الإيمان
جامعة الإيمان هي مؤسسة تعليمية إسلامية خاصة، تأسست في العاصمة صنعاء عام 1993 على يد الشيخ عبد المجيد الزنداني. تهدف الجامعة إلى تقديم تعليم شرعي وسطي يجمع بين العلوم الشرعية والعلوم الحديثة، مع التركيز على تعزيز قيم الوسطية والاعتدال.

## تاريخ التأسيس
تأسست جامعة الإيمان في عام 1993 كواحدة من المؤسسات التعليمية البارزة في اليمن، وقد صُممت لتلبية احتياجات التعليم الديني الشرعي مع الدمج بين العلوم الحديثة.

## الأهداف
تهدف الجامعة إلى:
- إعداد كوادر تجمع بين العلوم الشرعية والعلوم الحديثة.
- تعزيز الخطاب الديني الوسطي والمعتدل.
- تخريج علماء ومختصين في مجالات العلوم الشرعية والقانون والعلوم التطبيقية.

## الكليات والأقسام

### الكليات
- كلية الشريعة والقانون
- كلية اللغة العربية
- كلية التربية
- كلية العلوم التطبيقية
- كلية الاقتصاد والإدارة

### الأقسام
- الفقه وأصوله
- القانون الإسلامي
- اللغة العربية وآدابها
- الرياضيات، الفيزياء، الكيمياء
- الاقتصاد الإسلامي وإدارة الأعمال

## الطلاب والخريجون
- تخرج آلاف الطلاب من الجامعة، والعديد منهم شغلوا مناصب بارزة في التعليم والدعوة الإسلامية.

## الأحداث التي تعرضت لها الجامعة

### اقتحام الجامعة (2014)
في سبتمبر 2014، اقتحمت جماعة الحوثيين الجامعة، مما أدى إلى توقف الدراسة فيها. تعرضت الجامعة لأضرار كبيرة، منها:
- نهب محتويات الجامعة من أثاث ومعدات تعليمية.
- تخريب البنية التحتية والمباني.
- تهجير أكثر من 365 أسرة من أعضاء هيئة التدريس والطلاب.
- تشريد أكثر من 5000 طالب وطالبة.

### الوضع الحالي
- الجامعة مغلقة منذ عام 2014.
- تشير التقارير إلى أن مباني الجامعة تُستخدم لأغراض غير تعليمية.

## موقف الجامعة
أصدرت الجامعة عدة بيانات تؤكد أن جميع نشاطاتها كانت تعليمية، ونفت أي اتهامات تتعلق بالنشاطات العسكرية أو السياسية.

## تاريخ التأسيس
تأسست جامعة الإيمان في عام 1993 كواحدة من المؤسسات التعليمية البارزة في اليمن، وقد صممت لتلبية احتياجات التعليم الديني الشرعي مع الدمج بين العلوم الحديثة.

## الأهداف
تهدف الجامعة إلى:
- إعداد كوادر تجمع بين العلوم الشرعية والحديثة.
- تعزيز الخطاب الديني الوسطي والمعتدل.
- تخريج علماء ومختصين في مجالات العلوم الشرعية والقانونية والعلمية.

## الكليات والأقسام
تضم الجامعة عددًا من الكليات المتميزة التي تقدم برامج دراسية متنوعة:

### الكليات
- كلية الشريعة والقانون
- كلية اللغة العربية
- كلية التربية
- كلية العلوم التطبيقية
- كلية الاقتصاد والإدارة

### الأقسام
- الفقه وأصوله
- القانون الإسلامي
- اللغة العربية وآدابها
- العلوم الطبيعية (الرياضيات، الفيزياء، الكيمياء)
- الاقتصاد الإسلامي وإدارة الأعمال

## الطلاب والخريجون
- بلغ عدد الطلاب أكثر من 5000 طالب وطالبة حتى عام 2014.
- تخرج آلاف الطلاب من الجامعة، والعديد منهم شغلوا مناصب بارزة في التعليم والدعوة الإسلامية.

## الأحداث التي تعرضت لها الجامعة

### اقتحام الجامعة (2014)
في سبتمبر 2014، اقتحمت جماعة الحوثيين الجامعة، مما أدى إلى توقف الدراسة فيها. تعرضت الجامعة لأضرار شملت:
- نهب محتويات الجامعة من أثاث ومعدات تعليمية.
- تخريب البنية التحتية والمباني.
- تهجير أكثر من 365 أسرة من أعضاء هيئة التدريس والطلاب.
- تشريد أكثر من 5000 طالب وطالبة.

## الوضع الحالي
- الجامعة مغلقة منذ عام 2014.
- تشير التقارير إلى استخدام مباني الجامعة لأغراض غير تعليمية.

## موقف الجامعة
أصدرت الجامعة عدة بيانات تؤكد أن جميع نشاطاتها كانت تعليمية، ونفت أي اتهامات تتعلق بالنشاطات العسكرية أو السياسية.

## عن الجامعة
لأن الجامعة رئيسها هو عبد المجيد الزنداني فقد دارت حولها العديد من الشكوك والإتهامات خاصة أن الزنداني يتهم من قبل الأمم المتحدة والولايات المتحدة الأمريكية منذ عام 2004 بدعم شبكة «القاعدة»، وهو بحسب جريدة نيويورك تايمز مرجع ديني لأسامة بن لادن والشريك المؤسس لحزب التجمع اليمني للإصلاح وهو الحزب الديني الرئيس في اليمن.

### نظام الجامعة
يقدر عدد طلابها اجمالا 4000 طالب تتكفل الجامعة بتوفير الاكل والسكن للمتزوجين وغير المتزوجين، وتستقبل الجامعة كل الجنسيات العالمية ويوجد قسم خاص لتعليم اللغة العربية للاجانب، تهدف إلى تخريج العالم بدينة العارف بعصرة الورع التقي من الجنسين وتقوم بفصل الطالبات عن الطلاب وتنقل المحاضرات دوائر تلفزيونية مغلقة.
بلغ عدد المسجلين إلى عام 2014م حوالي 30000 من الطلاب والطالبات.[بحاجة لمصدر]

## وصلات خارجية
- الموقع الرسمي لجامعة الإيمان